# Базилевский, Виктор Иванович
Виктор Иванович Базилевский (15 июня 1840 — 9 марта 1929) — русский золотопромышленник, геолог. Близкий друг художника И. Е. Репина.

## Биография
Родился в семье золотопромышленника Ивана Фёдоровича Базилевского и Варвары Петровны, урождённой Ознобишиной, сестра писателя Д. П. Ознобишина.
Обучался в Первой Петербургской гимназии, окончил факультет естественных наук Императорского Санкт-Петербургского университета. После чего год провёл на практике, изучая европейское горное дело на рудниках Бельгии, Франции, и Германии, а также на севере Италии и Англии. Возвратившись на родину, Виктор стал помощником отца и заведовал золотыми приисками на Урале и в Сибири. Кроме уже упомянутых золотых приисков, Базилевский обладал угольными шахтами на Сахалине, пароходами и поместьями в Смоленской и Уфимской губерниях. Когда брат Виктора Фёдор, заведовавший большей частью унаследованных от отца приисков, заболел и отошёл от дел, опекуном его стал Виктор. Ему же перешли теперь владения и обязанности брата. Состояние стало огромным и с ним было Виктору нелегко управиться. С конца XIX века начал передавать золотые прииски в аренду с последующей продажей. Также продавал имения, одно за другим. Такая хозяйственная политика привела к тому, что в 1909 году он был объявлен несостоятельным должником, а после 1917 года вовсе лишился остатков состояния.
Базилевский был большим любителем и знатоком театра, в 1872 году награждён малой золотой медалью Русского географического общества, в 1881 году был одним из учредителей литературного фонда и внёс в него первую тысячу рублей, финансировал сибирские газеты и публичные библиотеки, был известен как «интеллигентный золотопромышленник» и охотно принимал на работу сосланных в Сибирь представителей интеллигенции.
Виктор вёл обширную переписку и в числе его друзей было много знаменитостей: юрист Анатолий Кони, композитор и пианист Антон Рубинштейн, виолончелист Александр Вержбилович, художник Илья Репин, актриса Вера Комиссаржевская, императоры Александр II и Александр III , принц Ольденбургский. Базилевский также интересовался фотографией и занимался ей практически до конца жизни.
В 1880-х годах Базилевский приобрёл имение Великино в Ямбургском уезде Петербургской губернии, где занялся обустройством своего гнезда. В 1881 году открыл в Великино школу для крестьянских детей, где собрал довольно приличную школьную библиотеку. Через три года после открытия школы умерла супруга Базилевского Софья Ивановна и в 1906 году Виктор Иванович, по проекту архитектора Н. Н. Никонова, построил в Великино над её могилой каменную часовню в древнерусском стиле с шатром, увенчанном луковичной главой, которая не сохранилась до наших дней.
После Октябрьской революции 1917 года семья ещё какое-то время оставалась в Великино, но в 1919 году, когда началось отступление белой Северо-Западной армии из-под Петрограда, перебрались в соседнюю Эстонию. Дочь Виктора Татьяна была замужем за Михаилом Васильевым, родители которого уже успели обосноваться в Нарве, к ним и поехали Виктор, Татьяна, Михаил и брат Татьяны Александр Базилевский. Супруга Виктора Людмила за ними не последовала.
В. И. Базилевский провёл последние годы жизни в курортном городке Гунгербург на берегу Финского залива, снимал комнату у Волковых, на дочери которых в 1925 году женился его сын Александр. Виктор жил в маленькой комнате в дачном доме, но нисколько не жалел об этом. Он отличался необыкновенным добродушием и оптимизмом, переписывался с друзьями, выписывал журналы и книги и был в курсе всех событий молодой Эстонской республики, о которых в письмах к Илье Репину отзывался очень положительно. Как геолога его очень интересовала добыча горючего сланца в Эстонии.

## Семья
Первым браком В. И. Базилевский был женат на Софье Ивановне Григорове (?—1884), внучке мецената А. Н. Григорова. Вторым браком был женат на сестре первой жены Людмиле Ивановне Григорове (1862—1923). После эмиграции мужа в Эстонию Людмила некоторое время жила в селе Корветино Кингисеппского района, снимала небольшую комнатку. Позже перебралась к детям в Петроград где и скончалась. По неподтвержденным данным похоронена на деревенском кладбище в Великино рядом с сыном Андреем.
Дети от первого брака:
- Варвара Викторовна (1875 — после 1894)
- Зоя Викторовна (1876 — после 1894)
- Иван Викторович (1877 — после 1894)
- Николай Викторович (1879—1923), автор статей по географии России, служил в различных учреждениях Государственного банка Российской империи, бездетен.
- Вера Викторовна (1881—1906), замужем за дядей Иваном Ивановичем Григоровом (1868—1942).
- Владимир Викторович (1883 — после 1915), член Ямбургского уездного собрания.

Дети от второго брака:
- София Викторовна (1885—?)
- Любовь Викторовна (1887—1967), замужем за троюродным братом Николаем Николаевичем Чернышёвым (?—1923).
- Надежда Викторовна (1889—1982)
- Борис Викторович (1891—1943), умер в блокадном Ленинграде, бездетен.
- Татьяна Викторовна (1892—1970), жена офицера Михаила Ивановича Васильева (1893—1971)[1], мать географа Льва Михайловича Васильева (1920—2009)[2].
- Глеб Викторович (1894—1952), поручик, участник Белого движения.
- Александр Викторович (1896 — после 1943), офицер, участник Белого движения.
- Иван Викторович (1898—1989), поэт и офицер, участник Белого движения, муж поэтессы Елизаветы Альфредовны Роос (1902—1951), после смерти супруги повторно женился на Евгении Робертовне Вирен[эст.] (1917—2006).
- Лев Викторович (1900—?)
- Андрей Викторович (1905—?), родился умственно отсталым, работал почтальоном.